# Siffleur cendré
Pachycephala cinerea
Espèce
Le Siffleur cendré (Pachycephala cinerea) est une espèce de passereaux de la famille des Pachycephalidae. 

## Répartition
Il vit dans le sud et le sud-est asiatique.